# Lincoln MKZ
Der Lincoln MKZ ist eine Limousine der zu Ford gehörenden Luxusmarke Lincoln. Der MKZ wurde für das Modelljahr 2006 zunächst als Lincoln Zephyr eingeführt. Der Name Zephyr geht auf ein früheres, sehr erfolgreiches Lincoln-Modell aus den 1930er zurück. Zudem wurde der Name auch schon für ein Modell von Mercury verwendet. Nur wenige Monate nach dem Produktionsstart entschied man sich bei Lincoln dazu, den Namen in MKZ zu ändern, damit auch bei diesem Modell eine Angleichung an die neu eingeführte Namensregelung mit drei Buchstaben gegeben ist. Der MKZ ist auf dem amerikanischen Markt im gleichen Marktsegment positioniert wie z. B. der BMW 3er, die Mercedes-Benz C-Klasse und der Lexus ES. Ausschließlich für den chinesischen Markt bestimmt ist die dritte Generation der Baureihe, die 2021 vorgestellt wurde und wieder als Zephyr vermarktet wird.

## 1. Generation (2005–2012)
Der Zephyr/MKZ ist der Nachfolger des Lincoln LS als Lincolns kleinste Limousine und hat wie sein Vorgänger zum Teil gute Kritiken von führenden amerikanischen Autozeitschriften bekommen. Ab Mitte 2006 wurde das Fahrzeug als MKZ vermarktet.
Das Car and Driver Magazine kritisierte allerdings in der Ausgabe vom April 2006 sowohl das gesichtslose Styling wie auch die für einen Lincoln enttäuschende Motorisierung und die daraus resultierenden schwachen Beschleunigungswerte. Auch die Verarbeitungsqualität und die verwendeten Materialien bei der Innenausstattung entsprächen nicht den Erwartungen bei einem Fahrzeug dieser Klasse. Das Fahrzeug hat ein 600-Watt-Lincoln-THX-Audiosystem mit 14 Lautsprechern.
Bei der Einführung im Sommer 2005 war nur eine Motorenversion, ein 3-Liter-V6-Motor mit 165 kW, erhältlich. Ab dem Modelljahr 2007 steht zusätzlich ein 3,5-Liter-V6-Motor mit 186 kW zur Auswahl. Beide Motoren werden auch im Mercury Milan und im Ford Fusion verwendet. Da diese Fahrzeuge leichter sind als der MKZ, sind sie dort auf eine etwas geringere Leistung gedrosselt.
In Kombination mit dem stärkeren V6-Motor wird auch ein Allradantrieb angeboten, durch den aber keine besseren Fahrleistungen erzielt werden, was von der amerikanischen Fachpresse entsprechend kritisiert wurde. Das Modell liegt in seinen Fahrleistungen fast gleichauf mit dem Ford Edge.

### Modellpflege 2009
Im Frühjahr 2009 wurde der Lincoln MKZ einem umfangreichen Facelift unterzogen und ist nun auch in einer Hybrid-Version erhältlich. Der Mercury Milan und der Ford Fusion, nun ebenfalls mit Hybridantrieb erhältlich, wurden ebenfalls überarbeitet. Für eine Werbekampagne dieser Modellpflege coverte die Band Shiny Toy Guns im Frühjahr 2009 den Song Major Tom (Coming Home) von Peter Schilling mit dazugehörigem Musikvideo, wo das Auto zum Schluss kurz präsentiert wird. 

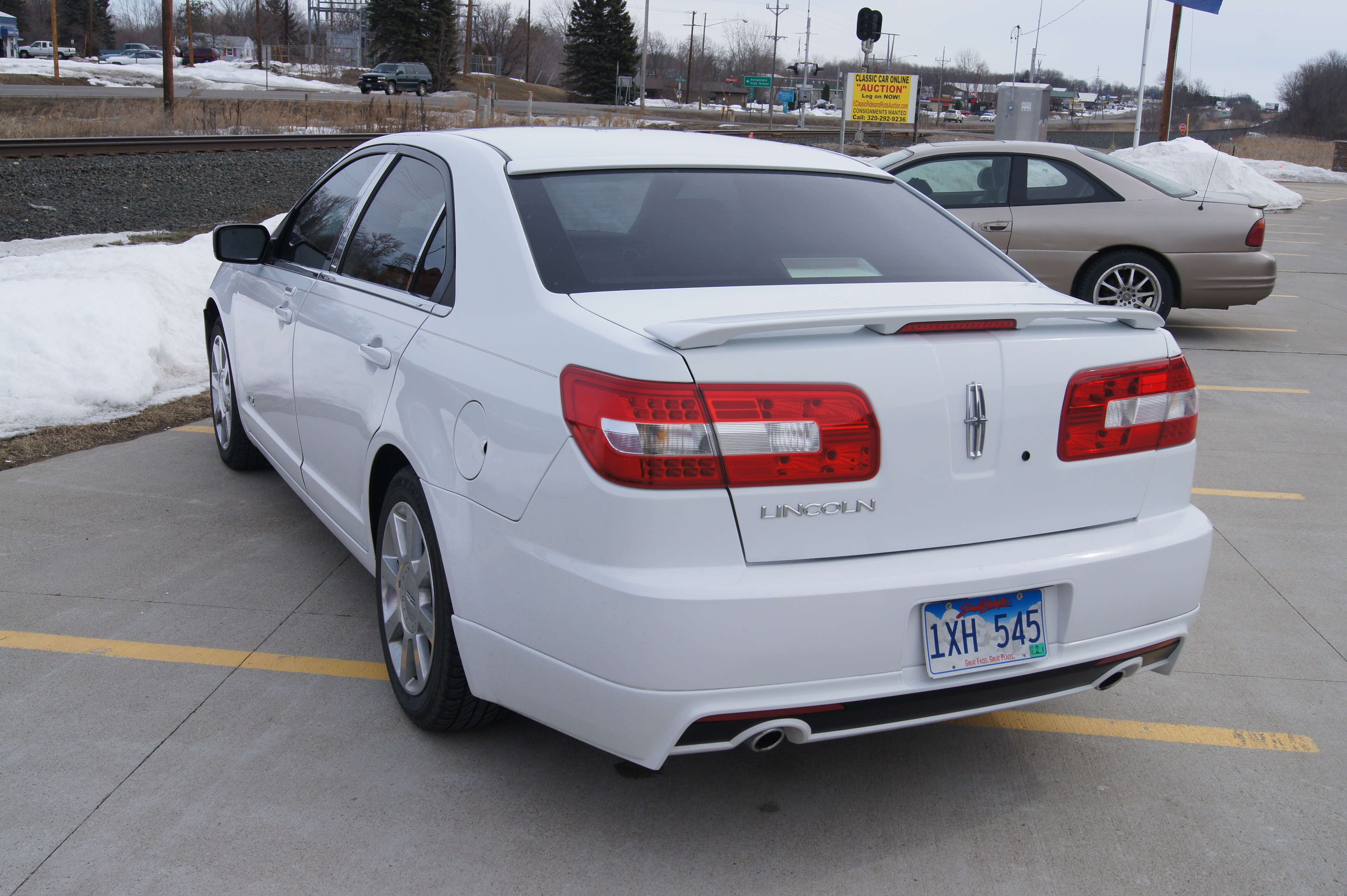
Heckansicht
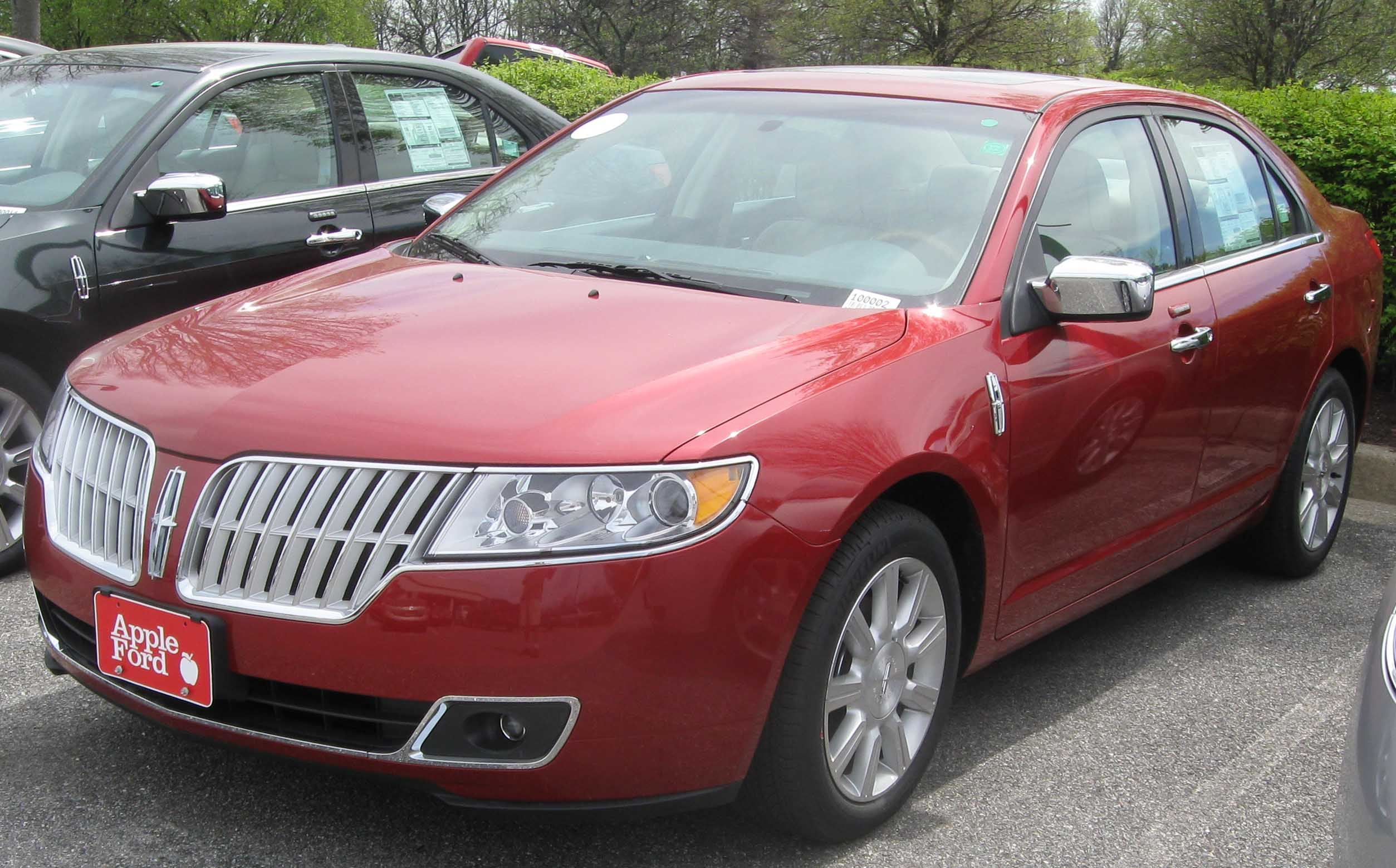
Lincoln MKZ (2009–2012)
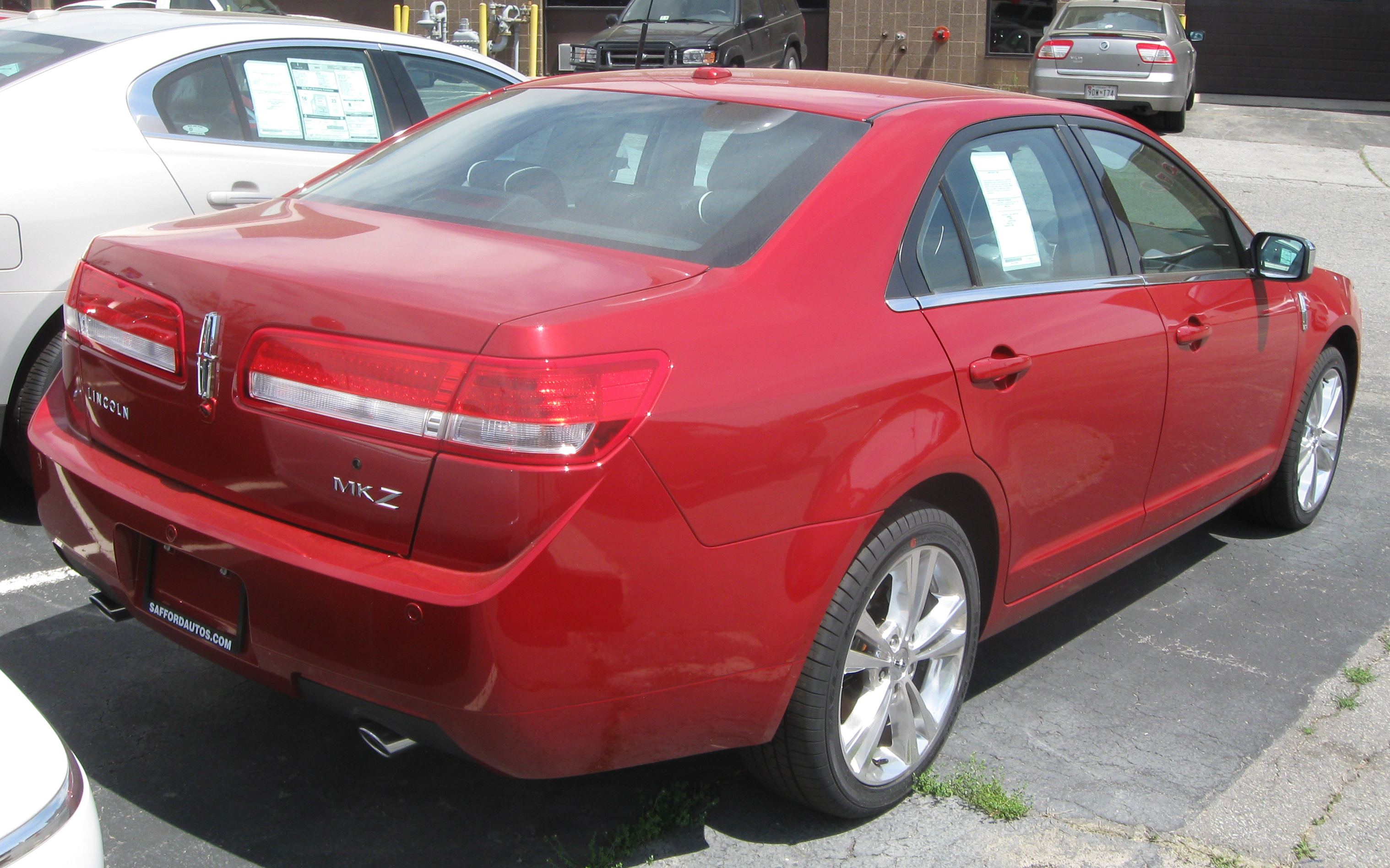
Heckansicht

### Technische Daten
| Technische Daten (2007)                                 |                                                                                                 |        |
| Lincoln MKZ                                             | 3.5                                                                                             |        |
| Motor:                                                  | 6-Zylinder-V-Motor (Viertakt), Gabelwinkel 60°                                                  |        |
| Hubraum:                                                | 3496 cm³                                                                                        |        |
| Bohrung × Hub:                                          | 92,5 mm × 86,7 mm                                                                               |        |
| Leistung bei 1/min:                                     | 196 kW (266 PS) bei 6250                                                                        |        |
| Max. Drehmoment bei 1/min:                              | 338 Nm bei 4500                                                                                 |        |
| Verdichtung:                                            | 10,3:1                                                                                          | 10,3:1 |
| Gemischaufbereitung:                                    | Elektronische Einspritzung                                                                      |        |
| Ventilsteuerung:                                        | vier obenliegende Nockenwellen, Kette, 4 Ventile pro Zylinder                                   |        |
| Kühlung:                                                | Wasserkühlung                                                                                   |        |
| Getriebe:                                               | Sechsgang-Automatik Frontantrieb, a. W. Allradantrieb                                           |        |
| Radaufhängung vorn:                                     | Doppelte Dreiecklenker, Schraubenfedern                                                         |        |
| Radaufhängung hinten:                                   | Mehrlenkerachse, Schraubenfedern                                                                |        |
| Bremsen:                                                | Innenbelüftete Scheibenbremsen rundum (Durchmesser v/h 29,9/27,9 cm), Bremskraftverstärker, ABS |        |
| Lenkung:                                                | Zahnstangenlenkung, servounterstützt                                                            |        |
| Karosserie:                                             | Stahlblech, selbsttragend, mit Hilfsrahmen                                                      |        |
| Spurweite vorn/hinten:                                  | 1565/1555 mm                                                                                    |        |
| Radstand:                                               | 2730 mm                                                                                         |        |
| Abmessungen:                                            | 4840 mm × 1830 mm × 1450 mm                                                                     |        |
| Leergewicht:                                            | ab 1545 kg                                                                                      |        |
| Höchstgeschwindigkeit:                                  | ca. 200 km/h                                                                                    |        |
| 0–100 km/h:                                             | k. A.                                                                                           |        |
| Verbrauch (Liter/100 Kilometer, EPA-Norm Stadtverkehr): | k. A.                                                                                           |        |

## 2. Generation (2013–2020)
Die zweite Generation des Lincoln MKZ wurde auf der North American International Auto Show im Januar 2012 in Detroit vorgestellt. Ursprünglich sollte er bereits zum Jahresende erscheinen, Qualitätsprobleme führten jedoch zu einer Verzögerung der Auslieferung bis ins Jahr 2013.
Der neue Lincoln MKZ führte zu diesem Zeitpunkt das neue Markendesign von Lincoln ein. Wie auch schon der Vorgänger basiert die zweite Generation auf dem Ford Fusion (zweite Generation), der in Europa als Ford Mondeo bekannt ist.
Angeboten werden in Nordamerika drei Motorvarianten: Ein Zweiliter-Vierzylinder-Turbomotor mit 240 bhp, ein 3,7 Liter V6 mit 300 bhp oder ein auf einem Zweiliter-Vierzylinder basierender Hybridantrieb. Der Hybrid wird nur mit Vorderradantrieb angeboten, die beiden anderen Motorisierungen sind gegen Aufpreis auch mit Allradantrieb erhältlich.
Wie schon beim Vorgänger ist der Hybridantrieb im Vergleich zum Zweiliter-Turbomotor ohne Aufpreis erhältlich. Mit dem Hybridantrieb lässt sich laut EPA ein Verbrauch von 5,1 l/100 km (45 mpg) erreichen, hybriduntypisch gilt dies sowohl für den städtischen (City-) wie auch für den Überland- (Highway-) Zyklus. Der Turbomotor mit Frontantrieb sorgt für einen Verbrauch von 9,0 l (26 mpg) im kombinierten Zyklus. Dies ergibt sich aus einem städtischen Verbrauch von 11,0 l (22 mpg) und einem Verbrauch von 7,1 l (33 mpg) bei Überlandfahrt.
Der Hybridantrieb macht den Lincoln MKZ des Modelljahrs 2013 zum sparsamsten Premiumfahrzeug in den USA, im kombinierten Zyklus schlug dieser den Lexus ES 300h mit einem um 5 mpg größeren Verbrauch.

### Modellpflege 2016
Auf der LA Auto Show 2016 wurde das Facelift des Lincoln MKZ für das Jahr 2016 präsentiert. Die Plattform bleibt weiterhin die des Ford Fusion, doch optisch deutlich überarbeitet im neuen Markenstil.
Statt eines geteilten Kühlergrills ist nun ein einzelner, größerer Grill verbaut. Auch die Leuchten wurden überarbeitet. Im Innenraum wurde die Mittelkonsole verbessert und verfügt nun über drei Regelknöpfe, welche eine leichtere Bedienung ermöglichen. Motorenseitig ersetzt ein 400-bhp-3,0-Liter-V6-Turbomotor den bisherigen 3,7-Liter-V6. Zusätzlich konnte die Fahrdynamik des Fahrzeugs verbessert werden.

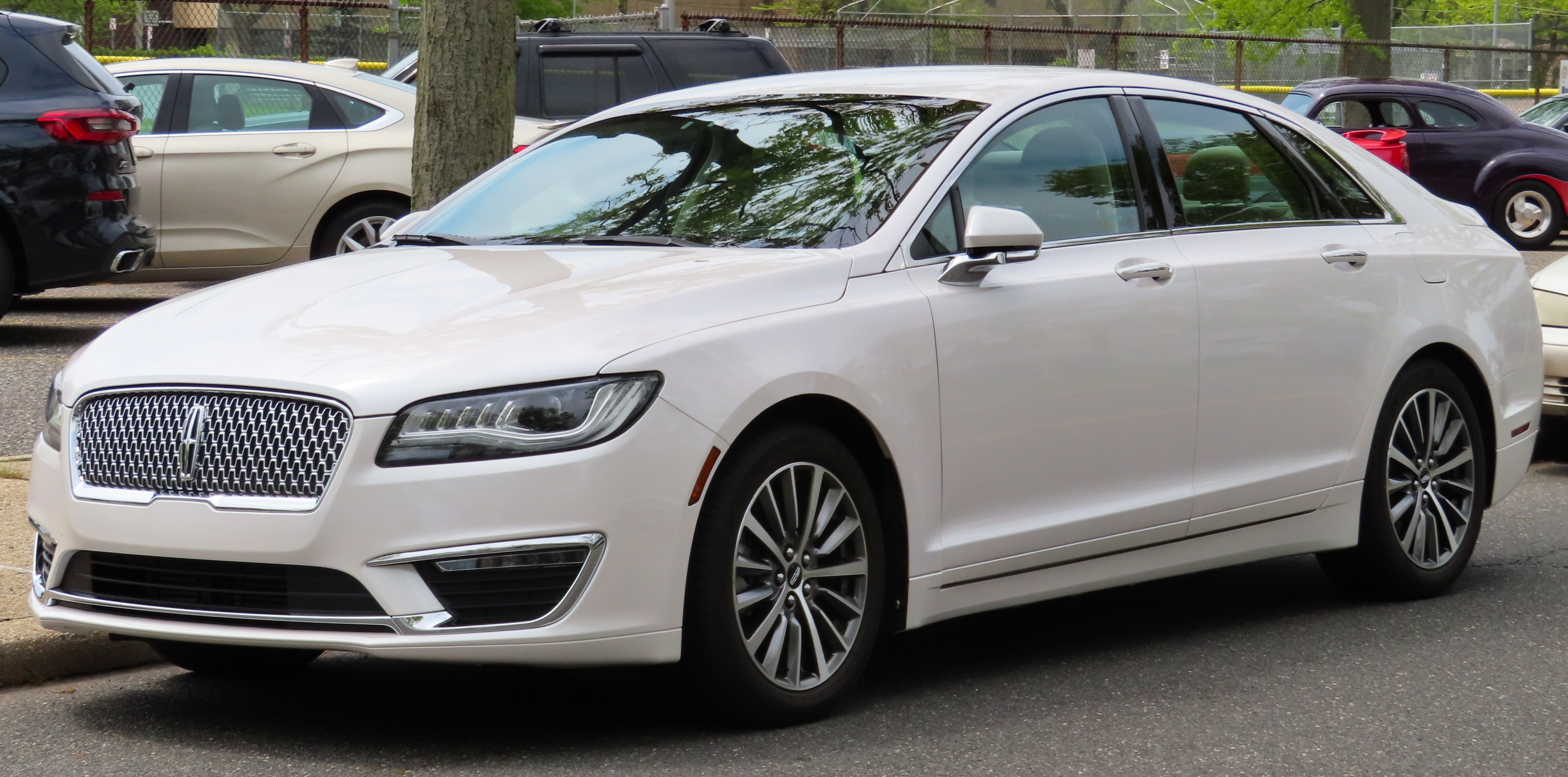
Lincoln MKZ (2016–2020)
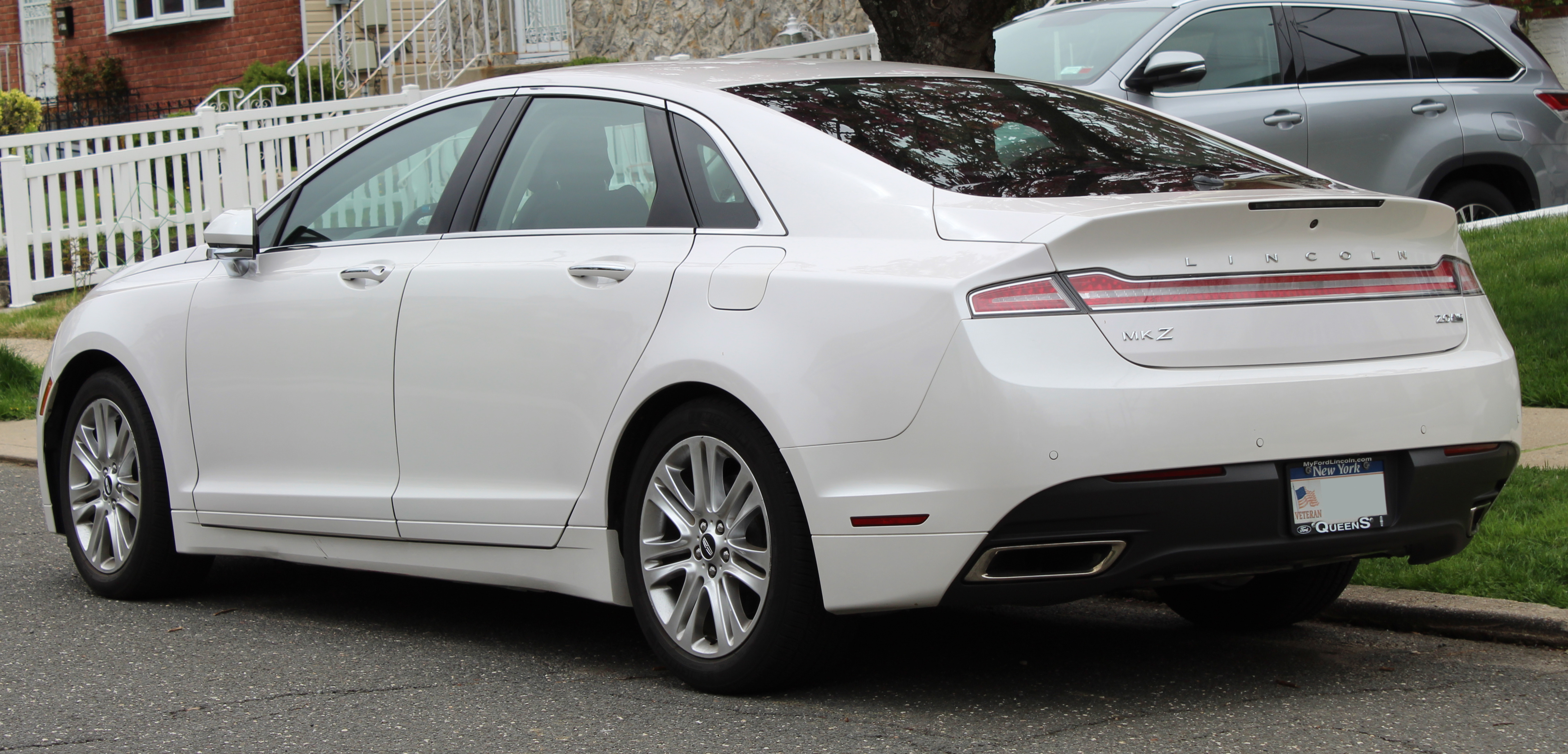
Heckansicht
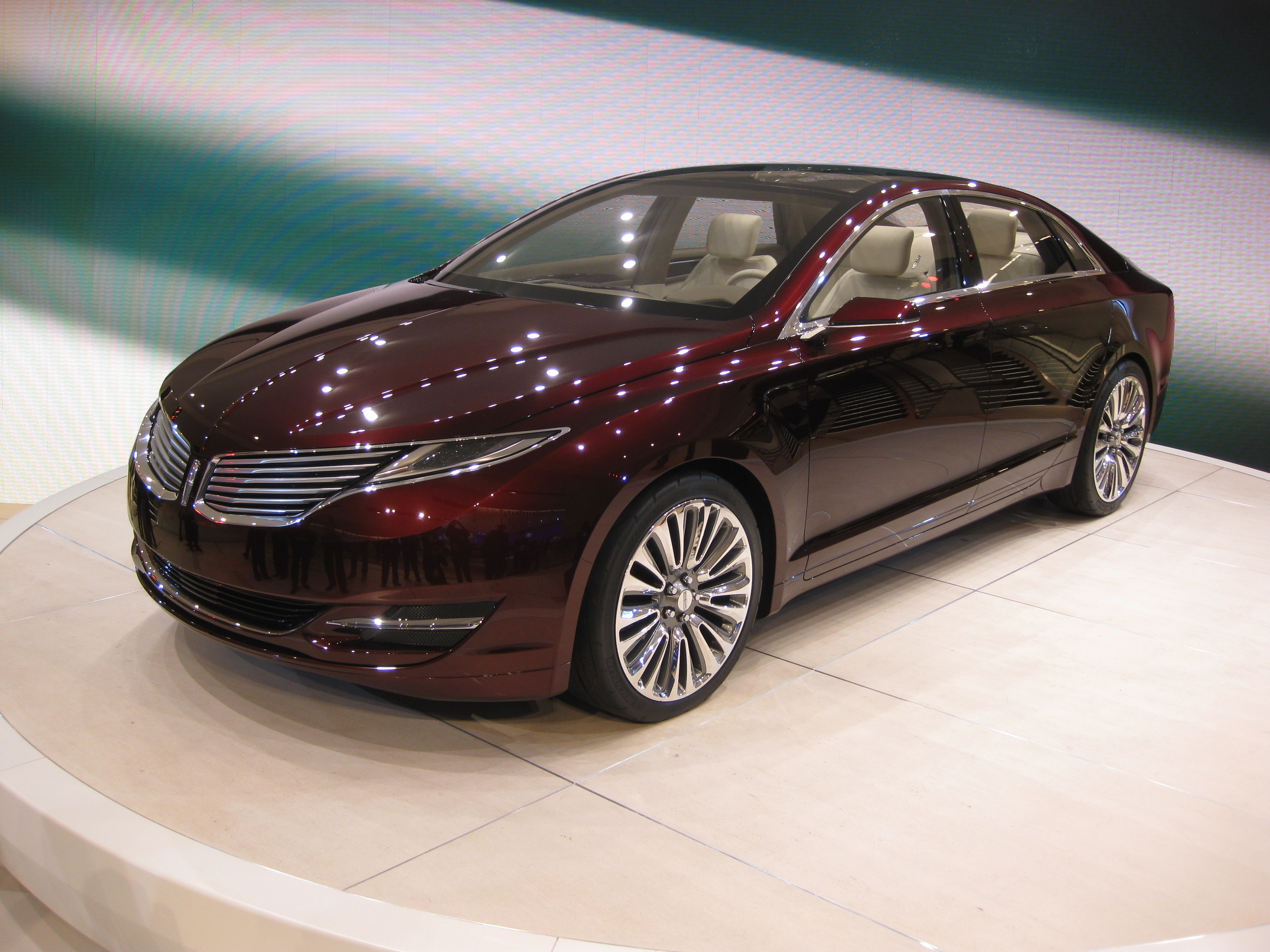
Lincoln MKZ Concept auf der NAIAS 2012
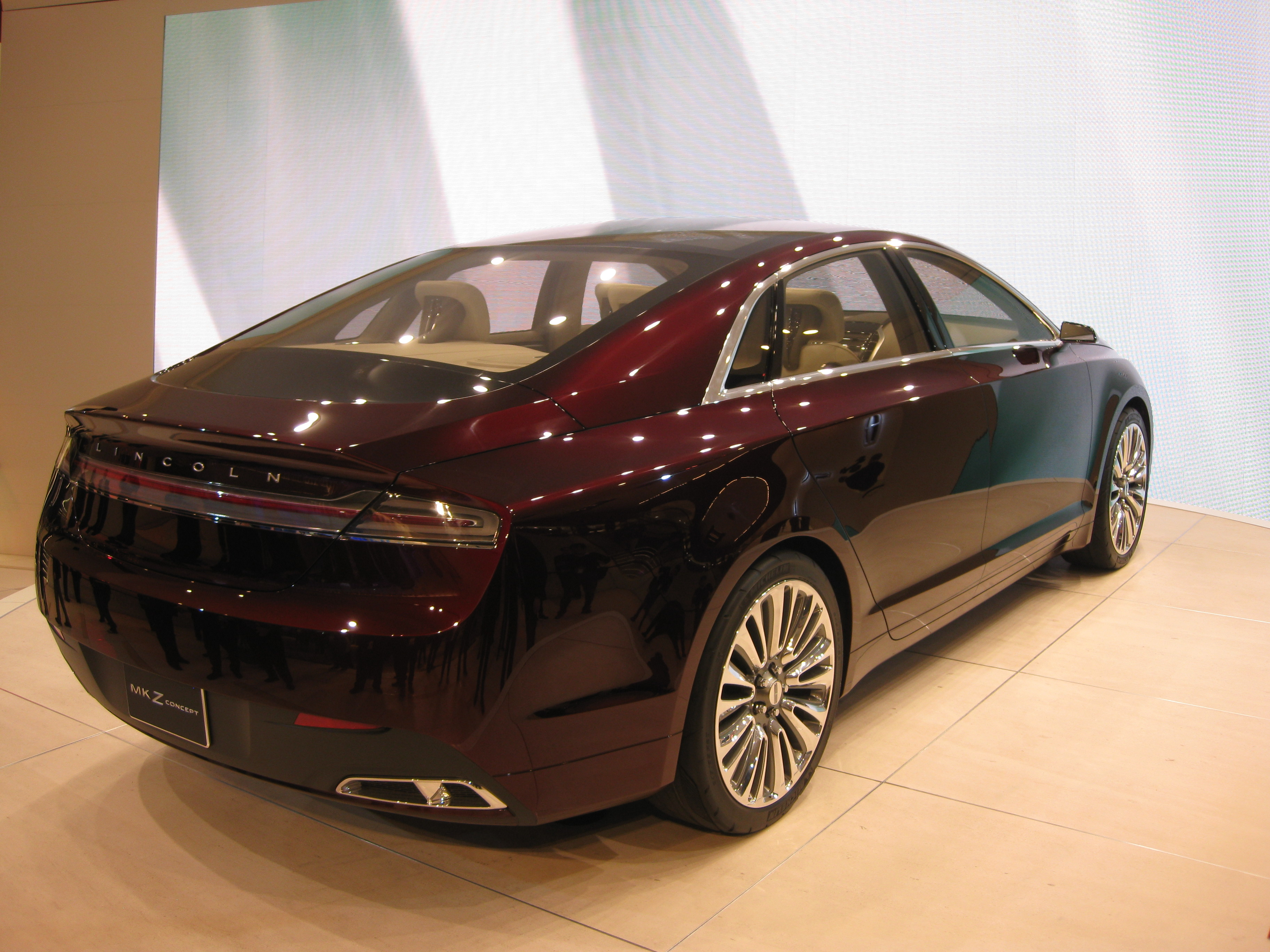
Heckansicht

Am 31. Juli 2020 wurde die Produktion der Limousine ersatzlos eingestellt.

### Technische Daten
|                                             | 2.0 (nur China)          | 2.0 (nur China)          | 2.0 (nur China)          | 2.0 (nur Nordamerika)      | 2.0 (nur China)          | 3.0 V6 (nur Nordamerika) | 3.0 V6 AWD (nur Nordamerika) | 3.7 V6 (nur Nordamerika)    | 2.0 Hybrid                  |
| Bauzeitraum                                 | 01/2019–07/2020          | 10/2014–01/2019          | 01/2019–07/2020          | 03/2013–07/2020            | 10/2014–01/2019          | 11/2016–07/2020          | 11/2016–07/2020              | 03/2013–11/2016             | 03/2013–07/2020             |
| Motorkenndaten                              |                          |                          |                          |                            |                          |                          |                              |                             |                             |
| Motortyp                                    | R4-Ottomotor             | R4-Ottomotor             | R4-Ottomotor             | R4-Ottomotor               | R4-Ottomotor             | V6-Ottomotor             | V6-Ottomotor                 | V6-Ottomotor                | R4-Ottomotor + Elektromotor |
| Hubraum                                     | 1999 cm³                 | 1999 cm³                 | 1999 cm³                 | 1999 cm³                   | 1999 cm³                 | 2956 cm³                 | 2956 cm³                     | 3726 cm³                    | 1999 cm³                    |
| Verdichtungsverhältnis                      | 9,7 : 1                  | 9,7 : 1                  | 9,7 : 1                  | 9,7 : 1                    | 9,7 : 1                  | 9,5 : 1                  | 9,5 : 1                      | 10,3 : 1                    | 12,3 : 1                    |
| max. Leistung Verbrennungsmotor bei min−1   | 144 kW (196 PS) / 5000   | 149 kW (203 PS) / 5500   | 172 kW (234 PS) / 5000   | 182 kW (247 PS) / 5500     | 186 kW (253 PS) / 5500   | 261 kW (355 PS) / 5500   | 298 kW (405 PS) / 5500       | 224 kW (305 PS) / 6500      | 101 kW (137 PS) / 6000      |
| max. Leistung Elektromotor                  | —                        | —                        | —                        | —                          | —                        | —                        | —                            | —                           | 88 kW (120 PS)              |
| max. Systemleistung                         | —                        | —                        | —                        | —                          | —                        | —                        | —                            | —                           | 140 kW (190 PS)             |
| max. Drehmoment Verbrennungsmotor bei min−1 | 386 Nm / 2500            | 381 Nm / 2500            | 386 Nm / 2500            | 373 Nm / 2750              | 389 Nm / 2500            | 542 Nm / 2750            | 542 Nm / 2750                | 366 Nm / 4000               | 173 Nm / 4000               |
| Kraftübertragung                            |                          |                          |                          |                            |                          |                          |                              |                             |                             |
| Antrieb, serienmäßig                        | Vorderradantrieb         | Vorderradantrieb         | Vorderradantrieb         | Vorderradantrieb           | Vorderradantrieb         | Vorderradantrieb         | Allradantrieb                | Vorderradantrieb            | Vorderradantrieb            |
| Antrieb, optional                           | —                        | —                        | —                        | (Allradantrieb)            | —                        | —                        | —                            | (Allradantrieb)             | —                           |
| Getriebe, serienmäßig                       | 6-Gang-Automatikgetriebe | 6-Gang-Automatikgetriebe | 6-Gang-Automatikgetriebe | 6-Gang-Automatikgetriebe   | 6-Gang-Automatikgetriebe | 6-Gang-Automatikgetriebe | 6-Gang-Automatikgetriebe     | 6-Gang-Automatikgetriebe    | Stufenloses Getriebe        |
| Messwerte                                   |                          |                          |                          |                            |                          |                          |                              |                             |                             |
| Höchstgeschwindigkeit                       | 227 km/h                 | 227 km/h                 | 233 km/h                 | k. A.                      | 233 km/h                 | k. A.                    | k. A.                        | k. A.                       | 186 km/h                    |
| Beschleunigung, 0–100 km/h                  | k. A.                    | k. A.                    | k. A.                    | k. A.                      | 8,9 s                    | k. A.                    | k. A.                        | k. A.                       | 9,6 s                       |
| Kraftstoffverbrauch auf 100 km              | 8,1 l Super              | 7,5 l Super              | 8,5 l Super              | 9,8 l Super (10,2 l Super) | 7,9 l Super              | 11,2 l Super             | 11,8 l Super                 | 10,2 l Super (11,2 l Super) | 4,1–4,5 l Super             |
| Tankinhalt                                  | 63 l                     | 63 l                     | 63 l                     | 63 l (68 l)                | 63 l                     | 63 l                     | 68 l                         | 63 l (68 l)                 | 53 l                        |

## 3. Generation (seit 2021)

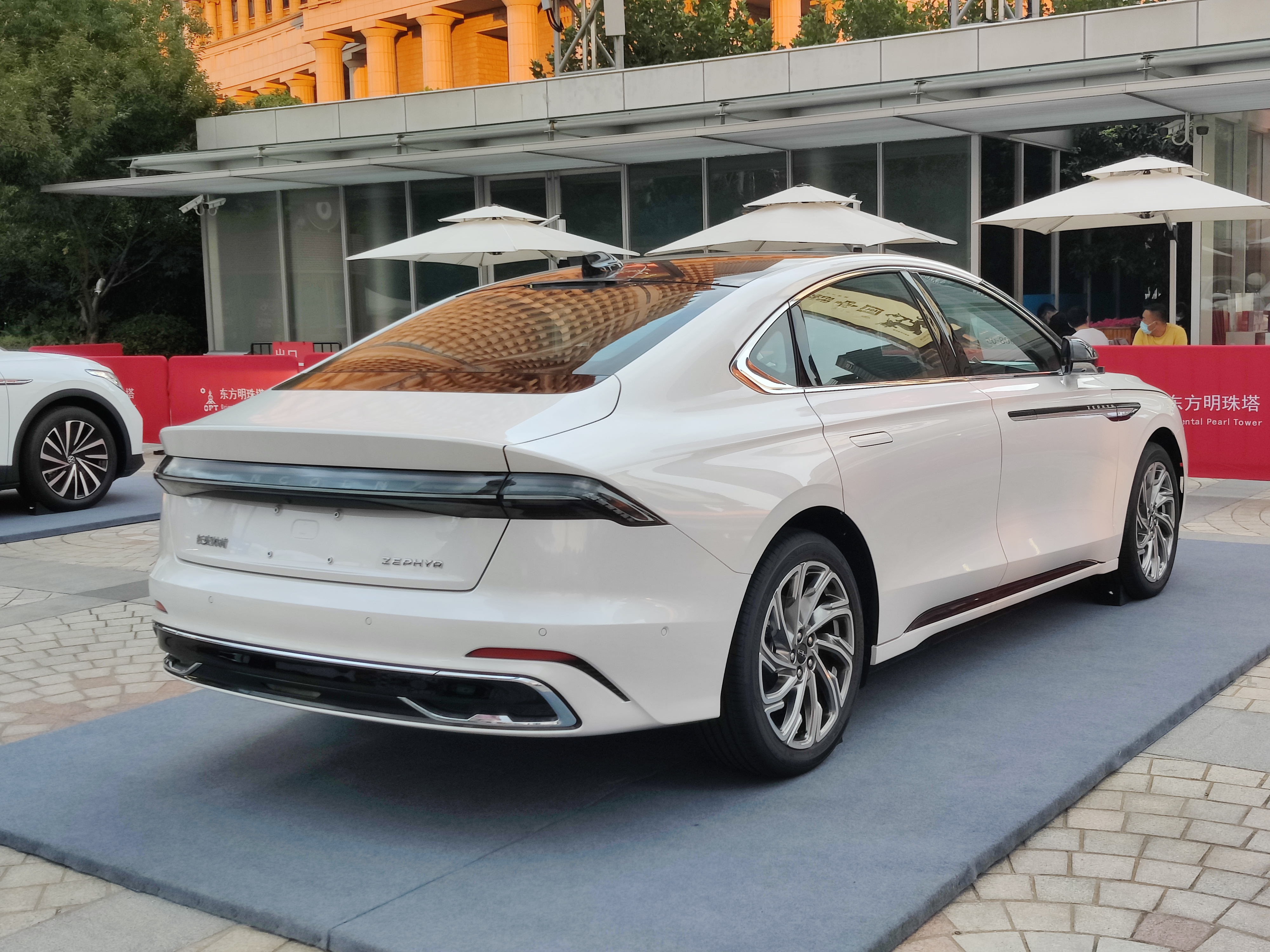
Heckansicht

Im April 2021 präsentierte Lincoln auf der Shanghai Auto Show das Konzeptfahrzeug Zephyr Reflection. Die Serienversion debütierte im November 2021 als Zephyr auf der Guangzhou Auto Show und soll nur in China angeboten werden. Den Antrieb übernimmt ein Zweiliter-Ottomotor mit 181 kW (246 PS), der in ähnlicher Form auch im Ford Evos zum Einsatz kommt. Im März 2024 wurde dieser Antrieb überarbeitet. Außerdem wurde ein Otto-Hybridantrieb eingeführt.

### Technische Daten
|                                             | Zephyr                     | Zephyr                     | Zephyr Hybrid             |
| ------------------------------------------- | -------------------------- | -------------------------- | ------------------------- |
| Bauzeitraum                                 | 11/2021–03/2024            | seit 03/2024               | seit 03/2024              |
| Motorkenndaten                              |                            |                            |                           |
| Motorart                                    | Ottomotor                  | Ottomotor                  | Ottomotor + Elektromotor  |
| Motorbauart                                 | Reihen-Vierzylinder-Motor  | Reihen-Vierzylinder-Motor  | Reihen-Vierzylinder-Motor |
| Motoraufladung                              | Turbolader                 | Turbolader                 | Turbolader                |
| Hubraum                                     | 1999 cm³                   | 1995 cm³                   | 1995 cm³                  |
| max. Leistung bei min−1                     | 181 kW (246 PS) / 5500     | 192 kW (261 PS) / 5500     | 234 kW (318 PS) / 5500    |
| max. Drehmoment bei min−1                   | 376 Nm / 2500–4000         | 393 Nm / 2000–4000         | 410 Nm / 3000–4500        |
| Kraftübertragung                            |                            |                            |                           |
| Antrieb                                     | Vorderradantrieb           | Vorderradantrieb           | Vorderradantrieb          |
| Getriebe                                    | 8-Stufen-Automatikgetriebe | 8-Stufen-Automatikgetriebe | E-CVT                     |
| Messwerte                                   |                            |                            |                           |
| Höchstgeschwindigkeit                       | 225 km/h                   | 220 km/h                   | 189 km/h                  |
| Beschleunigung, 0–100 km/h                  | 6,8 s                      | 7,0 s                      | 6,0 s                     |
| Kraftstoffverbrauch auf 100 km (kombiniert) | 7,3–7,4 l Super            | 7,1–7,2 l Super            | 6,0 l Super               |
| Tankinhalt                                  | 66 l                       | 66 l                       | 53 l                      |
| Abgasnorm                                   | China VI                   | China VI                   | China VI                  |